# This Old Road
This Old Road è un album in studio del  cantante statunitense Kris Kristofferson, pubblicato nel 2006.

## Tracce
1. This Old Road – 3:59
2. Pilgrim's Progress – 2:14
3. The Last Thing to Go – 2:59
4. Wild American – 2:26
5. In the News – 3:30
6. The Burden of Freedom – 3:25
7. Chase the Feeling – 4:06
8. Holy Creation – 4:37
9. The Show Goes On – 3:19
10. Thank You for a Life – 3:44
11. Final Attraction – 2:56